# Acid calendic
Acid calendic (thỉnh thoảng cũng được gọi acid α-calendic) là một acid béo không bão hoà, được đặt tên Theo hoa cúc tâm tư (Calendula officinalis), mà nó được trích xuất từ đó ra. Về mặt hoá học, nó có cấu trúc tương tự như acid linoleic liên hợp; các nghiên cứu phòng thí nghiệm gợi ý rằng, nó có thể có các hoạt tính sinh học in vitro tương tự.

## Sinh tổng hợp
Acid calendic là một acid béo omega-6, mặc dù không thường xuyên được liệt kê với nhóm này. Acid calendic được tổng hợp trong loài cây Calendula officinalis từ linoleate bởi một quá trình phi bão hoà hoá bất thường Δ12-oleate (một biến thể FAD 2), giúp chuyển hoá liên kết đôi cis- tại vị trí thứ 9 thành một hệ thống liên kết đôi trans,trans-liên hợp. Một đồng phân toàn-trans beta cũng đã được mô tả.

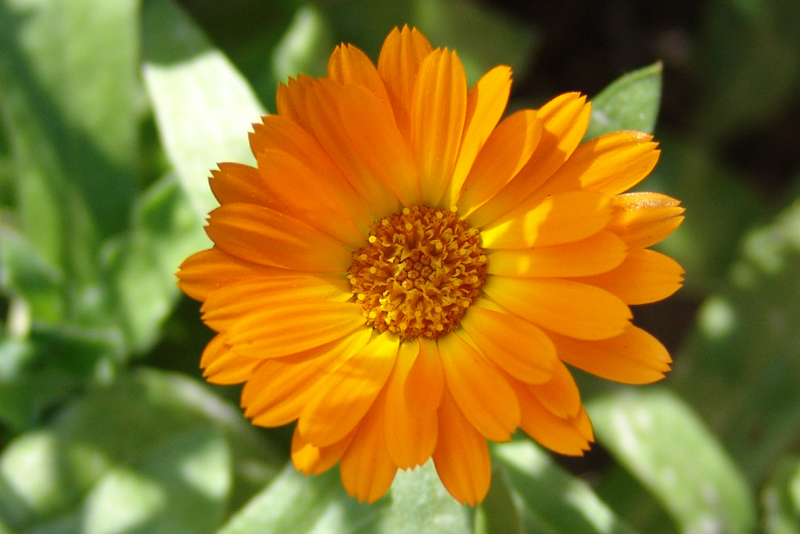
Acid calendic comes from the pot marigold

## Ảnh hưởng
Acid calendic là acid béo chịu trách nhiệm làm giảm lượng thức ăn ăn vào và cải thiện việc tối ưu hoá thức ăn ở chuột khi thêm dầu hoa cúc vào thức ăn, như đã được thể hiện qua các thí nghiệm so sánh trong các ví dụ sử dụng dầu ngô.